# Perisesarma bidens
Il granchio delle mangrovie dalle chele rosse (Perisesarma bidens (De Haan, 1835)) è un crostaceo decapode appartenente alla famiglia Sesarmidae. Deve il suo nome specifico (bidens: "bidentato") alle due robuste spine presenti nella parte anteriore di entrambi i meropoditi.

## Descrizione
È un granchio di dimensioni medio-piccole (larghezza del carapace approssimativamente intorno ai 2.5 - 3 cm in media), caratterizzato dal carapace di forma quasi perfettamente quadrangolare, di colore marrone marmorizzato. Alle estremità antero-laterali del carapace, subito dietro agli occhi, sono presenti spine ben evidenti.
Le zampe, robuste e non particolarmente lunghe, sono di lunghezza simile tra loro, e generalmente di colore marrone.
Gli occhi sono posti alle estremità del carapace, quindi ben distanziati tra loro; il peduncolo oculare è corto. Tra gli occhi il carapace presenta quattro bombature ben evidenti.
Le chele sono robuste e di colorazione più o meno rossa, ad eccezione del dattilo e dell'artiglio che sono bianchi e muniti di dentelli.
La parte frontale del carapace, ai lati della bocca, presenta una caratteristica puntinatura, in realtà formata da setole. Questa struttura, comune a tutti i Sesarmidae, è legata allo stile di vita anfibio di questi granchi; è infatti utilizzata quando l'animale è fuori dall'acqua per trasportare e trattenere (in coordinazione con le branchie e lo scafognatite) l'acqua dalla camera branchiale alla superficie frontale esterna del carapace, in modo da rinnovarne il contenuto di ossigeno cedendo al contempo anidride carbonica. L'acqua rinnovata viene poi fatta nuovamente fluire dentro la camera branchiale, per permettere la respirazione.

## Distribuzione e habitat
La specie è diffusa nella regione Indo-Pacifica. La località-tipo è il Giappone, ma è segnalata anche per Zanzibar, Sri-Lanka, Baia del Bengala, Isole Andamane e Nicobare, Arcipelago Mergui, Corea, Taiwan, Cina, Hong Kong, Indonesia. Popola principalmente le foreste a mangrovia, diffuse presso le lagune di acqua salmastra e le foci fluviali all'interno del proprio areale.

## Ecologia
Le foreste di mangrovie sono caratterizzate dall'alternanza periodica di inondazioni (alta marea, acqua generalmente salmastra) e prosciugamenti (bassa marea) dovuti alla marcata escursione di marea che si manifesta ai Tropici. I granchi che vivono in questi ambienti, come P. bidens, di conseguenza si sono adattati ad uno stile di vita prettamente anfibio, trascorrendo fuori dall'acqua la maggior parte del tempo dedicato alla ricerca del cibo e immergendosi occasionalmente nelle pozze d'acqua che incontrano durante le loro attività. Per proteggersi dai predatori, e per ripararsi da condizioni ambientali sfavorevoli (es. inondazioni di marea) sono soliti scavare profonde buche all'interno del substrato fangoso, di struttura spesso complessa e ramificata, verso le quali comunque non manifestano particolare fedeltà, abbandonandole occasionalmente per scavarle nuovamente altrove. Saltuariamente, invece di scavare gallerie, sfuggono ai predatori acquatici e all'alta marea arrampicandosi sulle radici e i tronchi delle mangrovie.
In alcuni sistemi forestali Perisesarma sp. rappresentano la maggior parte della biomassa costituita da granchi. Sembra inoltre che la composizione forestale (presenza di particolari specie arboree) all'interno dei mangrovieti influenzi la numerosità e lo stato di salute delle popolazioni di P. bidens, probabilmente grazie alla diversa disponibilità di rifugi e risorse alimentari.

## Alimentazione
Come la maggior parte dei granchi delle mangrovie della famiglia Sesarmidae, anche P. bidens ha dieta onnivora, ma basata principalmente sulle foglie di mangrovia, sia vive che morte. Studi su diversi ambienti di mangrovieto hanno mostrato che il consumo di foglie da parte dei Sesarmidae può rimuovere dal 30 al 90% delle foglie cadute ogni anno.
Anche il detrito organico costituisce un elemento essenziale della dieta della specie, poiché in grado di integrare gli elementi essenziali carenti nelle foglie. Non esistono invece studi che confermino l'accumulo di foglie (leaves storage) all'interno delle gallerie come scorta di cibo, attività frequente in molte specie della famiglia Sesarmidae.
P. bidens non è comunque un granchio strettamente erbivoro, predando saltuariamente insetti, molluschi, anellidi, e anche altri crostacei, compresi i giovani granchi della propria specie e di altre affini.
L'attività di scavo di gallerie, unita al consumo delle foglie di mangrovia, influenza profondamente (in senso positivo) la diversità funzionale microbica e biogeochimica, contribuendo in modo fondamentale al ciclo dei nutrienti all'interno dei mangrovieti; questo rende i granchi delle mangrovie (e P. bidens) veri e propri "ingegneri ecosistemici", ovvero animali in grado di regolare la disponibilità di risorse per altre specie, causando cambiamenti nei fattori abiotici e biotici, di fatto modificando, mantenendo o creando habitat.